# Al Murgub
32°39′09.36″N 14°16′18.12″Ø / 32.6526000°N 14.2717000°Ø
Al Murgub (arabisk: المرقب) er en kommune i Libyen. Ifølge en folketælling fra 2004 havde Al Murgub 340.964 indbyggere. Hovedbyen er Al Khums.
Al Murgub har kystlinje i nord mod Middelhavet, og grænser forøvrig mod tre andre kommuner i Libyen.